# Júlio Martins
Júlio Augusto do Patrocínio Martins (Sousel, Casa Branca, 1878 — Sousel, Casa Branca, 13 de Maio de 1922), mais conhecido por Júlio Martins, foi um médico e político da Primeira República Portuguesa, ligado à ala popular do republicanismo português. Entre outras funções, foi deputado ao Congresso Constituinte da República (1911), Ministro do Comércio e Comunicações (de 25 de Fevereiro a 28 de Junho de 1919), Ministro da Marinha e Ultramar (1920-1921) e Ministro da Instrução Pública (de 2 de Março a 23 de Maio de 1921). Formou-se em Medicina pela Escola Médico-Cirúrgica de Lisboa, em 1907. Foi também jornalista e dirigiu a Voz Política, de Évora. Faleceu com apenas 44 anos de idade.

## Biografia
Júlio do Patrocínio Martins foi filho de Pedro José do Patrocínio Martins e de Maria José Teixeira. Foi irmão de Joaquim Pedro Martins, também ministro na Primeira República Portuguesa.
A 5 de Fevereiro de 1921 Júlio Martins demitiu-se das funções de Ministro da Marinha e Ultramar, desencadeando uma crise política que levaria à queda do Governo de Liberato Pinto logo no dia 11 de Fevereiro imediato. A demissão deveu-se a ter sido desrespeitado pelo comandante do Centro de Aviação Marítima e não obteve solidariedade do Governo. Ao comentar a sua saída do executivo, Júlio Martins afirma que […] a nossa marinha de guerra não tem um navio capaz de dar um tiro e possui, no entanto, vinte e três  almirantes.  […] esta República, com dez anos apenas, por momentos parece viver uma velhice precoce […] em Portugal todos mandam menos o Governo; todos têm força menos o Governo. Em Portugal a função dos Governos é transigir, transigir numa transigência que é uma abdicação.
Júlio Martins foi escolhido para patrono da Escola Secundária Dr. Júlio Martins, de Chaves, cidade que também o homenageia na sua toponímia.